# علوم استعرافية
العلوم الاستعرافية أو علوم الإدراك (بالإنجليزية: Cognitive science) هي الدراسة العلمية متعددة التخصصات للعقل وعملياته. وهي تدرس طبيعة الاستعراف ومهامه ووظائفه (بالمعنى الواسع). تشمل القدرات العقلية التي تهم علماء الاستعراف الإدراك والذاكرة والانتباه والعقل واللغة والشعور؛ لفهم هذه القدرات، يستعير علماء الاستعراف من مجالات مثل علم النفس والذكاء الاصطناعي والفلسفة والعلوم العصبية واللسانيات وعلم الإنسان. يمتد التحليل النموذجي للعلوم الاستعرافية إلى العديد من مستويات التنظيم، من التعلم واتخاذ القرار إلى المنطق والتخطيط؛ من الدوائر العصبية إلى تنظيم الدماغ المعياري. أحد المفاهيم الأساسية للعلوم الاستعرافية هو أن "التفكير يمكن فهمه بشكل أفضل من حيث الهياكل التمثيلية في العقل والإجراءات الحسابية التي تعمل على هذه الهياكل".

## التاريخ
بدأت العلوم الاستعرافية كحركة فكرية في الخمسينيات من القرن العشرين، وأطلق عليها اسم الثورة الإدراكية. يعود تاريخ العلوم الاستعرافية إلى ما قبل التاريخ، ويمكن تتبعه إلى النصوص الفلسفية اليونانية القديمة (انظر كتاب مينو لأفلاطون وكتاب عن الروح لأرسطو)؛ رفض الفلاسفة المعاصرون مثل ديكارت وديفيد هيوم وإيمانويل كانط وباروخ سبينوزا ونيكولا مالبرانش وبييير كبانيس ولايبنتز وجون لوك، المدرسية في حين أنهم لم يقرأوا أرسطو قط، وكانوا يعملون بمجموعة مختلفة تمامًا من الأدوات والمفاهيم الأساسية عن تلك التي يستخدمها العلماء الاستعرافيون.[بحاجة لمصدر]

## وصلات خارجية
- جمعية العلوم الاستعرافية. (بالإنجليزية)